# Роговское сельское поселение (Ростовская область)
Роговское сельское поселение — муниципальное образование в Егорлыкском районе Ростовской области.
Административный центр поселения — посёлок Роговский.

## Административное устройство
В состав Роговского сельского поселения входят:
- посёлок Роговский;
- хутор Заря;
- хутор Матросский;
- хутор Рассвет.
- хутор 
Новороговка

## Население
| 2010  | 2012  | 2013  | 2014  | 2015  | 2016  | 2017  |
| ----- | ----- | ----- | ----- | ----- | ----- | ----- |
| 1913  | ↗1922 | ↗1925 | ↗1934 | ↗1937 | ↗1942 | ↘1923 |
| 2018  | 2019  | 2020  | 2021  |       |       |       |
| ↘1915 | ↗1919 | ↘1891 | ↘1868 |       |       |       |